# Kazuma Kaneko
Kazuma Kaneko (金子一馬 Kaneko Kazuma?), född den 20 september 1964, är en japansk speldesigner, art director och illustratör. Han grundade spelföretaget Atlus 1986 tillsammans med bland andra Cozy Okada, och har arbetat där sedan dess. Han är mest känd för sitt arbete med datorspelen i Megami Tensei-serien, men har även gjort frilansarbete för Capcom och Konami.

## Verk
| Titel                                                                     | Utgivningsdatum | Plattform                          | Roll                                                                                           |
| ------------------------------------------------------------------------- | --------------- | ---------------------------------- | ---------------------------------------------------------------------------------------------- |
| King of Kings                                                             | 1988            | NES                                | Character Designer                                                                             |
| Digital Devil Story: Megami Tensei II                                     | 1990            | NES                                | Character Designer, Demon Designer, Sprite Artist, World Map Designer                          |
| Shin Megami Tensei                                                        | 1992            | SNES                               | Character Designer, Demon Designer, Sprite Artist, World Map Designer                          |
| Revelations: The Demon Slayer                                             | 1992            | GB                                 | Coordinator                                                                                    |
| Shin Megami Tensei II                                                     | 1994            | SNES                               | Character Designer, Demon Designer, Sprite Artist, World Map Designer                          |
| Majin Tensei                                                              | 1994            | SNES                               | Coordinator                                                                                    |
| Shin Megami Tensei if...                                                  | 1994            | SNES                               | Character Designer, Demon Designer, Sprite Artist, World Map Designer                          |
| Kyuuyaku Megami Tensei                                                    | 1995            | SNES                               | Character and Boss Demon Redesigner                                                            |
| Shin Megami Tensei: Devil Summoner                                        | 1995            | Sega Saturn                        | Character Designer, Demon Designer, World Map Designer                                         |
| Revelations: Persona                                                      | 1996            | Playstation                        | Character Designer, Image Designer & Title Logo Designer                                       |
| Devil Summoner: Soul Hackers                                              | 1997            | Sega Saturn                        | Main Character Designer, Demon Designer, World Map Designer                                    |
| Persona 2: Innocent Sin                                                   | 1999            | Playstation                        | Main Character Designer, Principal Persona Designer, Boss Demon Designer                       |
| Maken X                                                                   | 1999            | Dreamcast                          | Character Designer                                                                             |
| Super Robot Wars Alpha                                                    | 2000            | Playstation                        | Guest Mecha Designer                                                                           |
| Persona 2: Eternal Punishment                                             | 2000            | Playstation                        | Main Character Designer, Principal Persona Designer, Boss Demon Designer                       |
| Maken Shao: Demon Sword                                                   | 2001            | Playstation 2                      | Character Designer                                                                             |
| Shin Megami Tensei: NINE                                                  | 2002            | Xbox                               | Demon Designer                                                                                 |
| Zone of the Enders: The 2nd Runner                                        | 2003            | Playstation 2                      | Inhert and Lloyd designer                                                                      |
| Shin Megami Tensei III: Nocturne                                          | 2003            | Playstation 2                      | Character Designer, Demon Designer, Creative Director                                          |
| Shin Megami Tensei: Digital Devil Saga                                    | 2004            | Playstation 2                      | Character Designer, Demon Designer, World Map Designer                                         |
| Shin Megami Tensei: Digital Devil Saga 2                                  | 2005            | Playstation 2                      | Character Designer, Demon Designer, World Map Designer                                         |
| Devil May Cry 3: Dante's Awakening                                        | 2005            | Playstation 2                      | Dante and Vergil's Devil Trigger forms design                                                  |
| 3rd Super Robot Wars Alpha: To the End of the Galaxy                      | 2005            | Playstation 2                      | Guest Mecha Designer                                                                           |
| Sangokushi Taisen                                                         | 2005            | Arkadspel                          | Guest Character Designer                                                                       |
| Shin Megami Tensei: Devil Summoner: Raidou Kuzunoha vs. The Soulless Army | 2006            | Playstation 2                      | Character Designer, Demon Designer, Art Director, Original Scenario Designer, World Map Design |
| Shin Megami Tensei: IMAGINE                                               | 2007            | Microsoft Windows                  | Demon Designer                                                                                 |
| Shin Megami Tensei: Devil Summoner 2: Raidou Kuzunoha vs. King Abaddon    | 2008            | Playstation 2                      | Character Designer, Demon Designer, Art Director, Original Scenario Designer, World Map Design |
| Shin Megami Tensei: Devil Survivor                                        | 2009            | Nintendo DS                        | Demon Designer                                                                                 |
| Shin Megami Tensei: Persona                                               | 2009            | PSP                                | Art Director                                                                                   |
| Shin Megami Tensei: Strange Journey                                       | 2009            | Nintendo DS                        | Producer, Character Designer, Demon Designer                                                   |
| Marvel vs. Capcom 3: Fate of Two Worlds                                   | 2011            | Playstation 3, Xbox 360            | Character Designer for Dante's Devil Trigger                                                   |
| Shin Megami Tensei IV                                                     | 2013            | Nintendo 3DS                       | Scenario original draft                                                                        |
| Persona 4 Arena Ultimax                                                   | 2013            | Arkadspel, Playstation 3, Xbox 360 | Original Devil Design                                                                          |
| Persona Q: Shadow of the Labyrinth                                        | 2014            | Nintendo 3DS                       | Original Demon Design                                                                          |